# Yorkletts
Yorkletts est une localité du comté du Kent, en Angleterre.